# Облавце
Облавце (мкд. Облавце) је насеље у Северној Македонији, у северном делу државе. Облавце припада општини Старо Нагоричане.

## Географија
Облавце је смештено у северном делу Северне Македоније. Од најближег града, Куманова, село је удаљено 18 km источно.
Село Облавце се налази у историјској области Средорек, у долини реке Пчиње, на око 430 метара надморске висине.
Месна клима је континентална.

## Становништво
Облавце је према последњем попису из 2002. године имало 124 становника.
Огромна већина становништва у насељу су етнички Македонци (99%).
Претежна вероисповест месног становништва је православље.